# Fernando Molina Alén
Fernando Molina Alen (Mérida, 22 de julio de 1964) es un político español, portavoz y concejal del Partido Popular en Mérida, capital de Extremadura. Su estado civil es casado y tiene una hija. Es presidente de la Federación Extremeña de Gimnasia.

## Biografía
Es Licenciado en Educación Física en el INEF (Instituto Nacional de Educación Física de Madrid, adscrito a la Universidad Politécnica). En 1989 obtuvo plaza de funcionario de carrera como profesor de Secundaria en la especialidad de Educación Física, ejerciendo sus funciones en distintas localidades como Zafra, Montijo, Don Benito y Mérida. Sú último destino definitivo fue en el "IES Saénz de Buruaga", donde formó parte del equipo directivo como jefe de estudios adjunto. Dedicado muchos años al entrenamiento deportivo y a la competición a alto nivel, llegó a ser internacional como yudoca, y como entrenador de la reconocida gimnasta olímpica y campeona mundial Marta Calamonte.
Actualmente es Vicepresidente de la Asociación Extremeña de Criadores de Caballos de Pura Raza Española (AECCPRE) y desde el 2007, Vicepresidente de la Fundación Internacional Juan de Avalos
Tiene un Blog, donde escribe artículos sobre Municipalismo, Política Local, Eficiencia Energética, Historia, Política Social, Gobernanza y Ciudadanía, y también algunos Ensayos y Pensamientos.

## Vida política
En la actualidad, ocupa cargo en el Comité Ejecutivo Autonómico del Partido Popular de Extremadura, es Vocal electo del Partido Popular de la Provincia de Badajoz y también Vicepresidente de la Junta Local del Partido Popular de Mérida. En el año 2003 es elegido concejal del Ayuntamiento de Mérida por primera vez, llevando las delegaciones de Cultura, Deporte, Biblioteca y Banda Municipal. En la siguiente legislatura (2007-2011) fue Portavoz y Concejal en la oposición.
El 22 de mayo de 2011, el Partido Popular de Mérida consigue la mayoría absoluta con 13 concejales, en esta legislatura comenzó siendo Concejal Delegado de Formación y Empleo (Escuelas Taller), Servicios Sociales, Presidencia de Alcaldía y Portavocía, y posteriormente fue nombrado nuevo delegado de Personal y Plan Urban.